# EnVision
EnVision je připravovaná orbitální mise k Venuši vyvíjená Evropskou kosmickou agenturou (ESA) ve spolupráci s NASA. Cilem mise bude provádět radarové mapování s vysokým rozlišením a pomocí spektroskopie studovat tamní atmosféru. Mise je navržena tak, aby pomohla porozumět vztahům mezi geologickou aktivitou a atmosférou a prozkoumala, proč se Venuše a Země vydaly odlišnými evolučními cestami.
Sonda byla vybrána jako pátá střední mise (M5) programu ESA Kosmická vize 2015–2025 v červnu 2021. Start mise je plánován v roce 2031 na raketě Ariane 62 z Guyanského kosmického centra poblíž Kourou. K dosažení trvalého orbitu by mělo dojít v roce 2034 a celková doba trvání mise je 4,5 roku. Celková plánovaná hmotnost sondy při startu činí 2607 kg, z čehož samotná hmotnost bez paliva je 1277 kg a hmotnost přístrojů pak 255 kg. Celkový výkon činí 2,35 kW.
Původními autory návrhu mise jsou Richard Ghail z Royal Holloway, University of London (Spojené království), Colin Wilson z Department of Physics, University of Oxford (Spojené království) a Thomas Widemann z LESIA, Observatoire de Paris a Univerzita de Versailles Saint Quentin (Francie).

## Vědecké cíle
EnVision poskytne nový pohled na geologickou historii Venuše prostřednictvím doplňkového zobrazování, polarimetrie, radiometrie a spektroskopie povrchu spojené s podpovrchovým sondováním a gravitačním mapováním. Bude hledat termické, morfologické a atmosférické otisky sopečných a jiných geologických aktivit. Cílem mise bude také sledovat koncentraci plynných látek od jejich povrchu přes mraky až do mezosféry. Mezi základní vědecká měření budou patřit mapování koncentrací vybraných molekul ve vysokém rozlišení (SO, SO2, H2O, poměr D/H), změny povrchu, geomorfologie, topografie, tepelné emise, gravitace, měření rychlosti rotace a osy rotace. Konkrétní cíle mise zahrnují:
- určení a popis geologických událostí, které vytvořily pozorované povrchové útvary na Venuši,
- určení, zda měla Venuše kdysi oceány nebo byla obyvatelná,
- pochopení hlavního geodynamického rámce, který řídí uvolňování vnitřního tepla planety od minulosti až do současnosti.

EnVision se zařadí po bok dalších plánovaných misí směřujících k Venuši – VERITAS (NASA-JPL) a DAVINCI (NASA-GSFC). Kombinace dat získaných z těchto tří misí zásadně přispěje k lepšímu pochopení dlouhodobé historie Venuše, jejího současného stavu a budoucí evoluční cesty.

## Přístroje
EnVision je kombinovanou misí ESA připravovanou ve spolupráci s NASA. NASA přispívá k misi vývojem nástroje VenSAR. Další přístroje jsou vyvíjeny v členských státech ESA, přičemž výzkumné instituce ASI (Itálie), DLR (Německo), BelSPO (Belgie) a CNES (Francie) vedou vývoj přístrojů SRS, VenSpec-M, VenSpec-H a VenSpec-U (v uvedeném pořadí).
- Venus Synthetic Aperture Radar (VenSAR ) je radar, který bude pracovat na frekvenci 3,2 GHz v pásmu S (vlnová délka 9,4 cm). Tento radar se syntetickou aperturou (SAR) z dílen Jet Propulsion Laboratory v současné době prochází vědeckým a technickým testováním. Obecně, SAR je všestranná technologie dálkového průzkumu, která má jedinečné schopnosti pro určování geofyzikálních informací, které často nejsou dostupné jinými metodami. VenSAR bude hledat strukturní a geomorfní důkazy o mnohorozměrných procesech, které formovaly geologickou historii Venuše, a také charakterizovat současnou vulkanickou, tektonickou a sedimentární aktivitu planety. VenSAR bude z polární oběžné dráhy provádět několik typů měření: (1) regionální a cílené mapování povrchu, (2) globální topografie a výškopis, (3) stereo zobrazování, (4) povrchová radiometrie a rozptylometrie, (5) povrchová polarimetrie a (6) interferometrie. Hlavním vývojářem VenSAR je Scott Hensley z Jet Propulsion Laboratory NASA/California Institute of Technology.
- Venus Subsurface Radar Sounder (SRS) je pevná dipólová anténa pracující v rozsahu 9–30 MHz. SRS bude hledat podpovrchová materiálová rozhraní v různých geologických oblastech. To zahrnuje mj. sledování impaktních kráterů a jejich výplní, pohřbených kráterů, tesser a jejich okrajů, plání, lávových proudů a jejich okrajů a tektonických rysů. Hlavním cílem těchto měření je poskytnout stratigrafické vztahy v různých hloubkách a plochách. Hlavním vedoucím vývoje SRS je Lorenzo Bruzzone z Università di Trento v Itálii.[6]
- Venus Spectroscopy Suite (VenSpec) je sada spektrometrů, která se bude skládat ze tří přístrojů: VenSpec-M, VenSpec-H a VenSpec-U. VenSpec-M bude poskytovat kompoziční data o typech hornin. VenSpec-H bude provádět nadmračná atmosférická měření s vysokým rozlišením v infračervené oblasti. VenSpec-U bude monitorovat minoritní druhy síry (hlavně SO a SO2) a pokusí se odhalit povahu neznámého UV absorbéru ve svrchní části mraků pomocí UV/ViS spektroskopie. Spektrometry budou také sledovat časové změny povrchových teplot a troposférických koncentrací vulkanických plynů, které svědčí o sopečných erupcích. Vedoucím konstrukce sady VenSpec a vedoucím vývoje spektrometru VenSpec-M je Jörn Helbert, DLR Institute of Planetary Research, Německo. Hlavním vedoucím projektu VenSpec-H je Ann Carine Vandaele, Královský belgický institut pro kosmickou aeronomii (BIRA/IASB), Belgie. Vývoj PI VenSpec-U vede Emmanuel Marcq, LATMOS (Laboratoire Atmosphères, Observations Spatiales),[7] Institut Pierre-Simon Laplace ve Francii.[6]

- Radio Science Experiment je radiový experiment určený k měření gravitačního pole Venuše. Každá kosmická loď na oběžné dráze planety je citlivá na místní gravitační pole plus gravitační pole Slunce a v menší míře i pole jiných planet. Tyto gravitační poruchy generují poruchy orbitální rychlosti kosmické lodi, ze kterých lze určit gravitační pole planety. Téměř polární orbita EnVision s nízkou excentricitou v relativně nízké výšce nabízí příležitost získat gravitační pole Venuše s vysokým rozlišením v každé zeměpisné délce a šířce Venušina glóbu.[6] Analýza gravitačního pole spolu s topografií poskytne pohled na litosférickou a kůrovou strukturu, což umožní lépe porozumět geologickému vývoji Venuše. Měření slapové deformace v kombinaci s výše zmíněným pak představuje způsob, jak prozkoumat hlubokou vnitřní strukturu planety (velikost a stav jádra). Hlavními řešiteli experimentu Radio Science jsou Caroline Dumoulin a  Pascal Rosenblatt, LPG z Université de Nantes ve Francii.[6]